# Acacia negrii
Acacia negrii är en ärtväxtart som beskrevs av Rodolfo Emilio Giuseppe Pichi Sermolli. Acacia negrii ingår i släktet akacior, och familjen ärtväxter. IUCN kategoriserar arten globalt som nära hotad. Inga underarter finns listade i Catalogue of Life.